# زكية أبو القاسم
زكية أبو القاسم أول عازفة قيثارة في السودان.

## الميلاد
من مواليد أمدرمان البقعة حي العباسية شرق، تزوجت من الفنان شرحبيل أحمد في عام 1963.

## التعليم
درست المرحلة الابتدائية بمدرسة العباسية والمتوسطة بمدرسة أمبدة الردمية بعد ان أخذت كورسات في الهلال الأحمر وأيضاً بالمجلس البلدي.

## إنجازاتها
أفتتحت أول فصل محو أمية بمحطة ود مدني بأمبدة (بامدرمان ولاية الخرطوم) ومعها الأستاذة (كنو).
كانت ضمن أول أربع نساء دخلن معهد الموسيقي وهن وداد عبد الحميد والتوام سهام وإلهام زروق، فقد برعت زكية أبو القاسم في العزف على الجيتار والعود.
تعتبرت أول امرأة سودانية تُشارك بالعزف الموسيقي ضمن فرقة موسيقية (فرقة شرحبيل أحمد)، ثم كونت زكية فرقة موسيقية نسائية لوحدها، ومن ثم تبدلت هوايتها للموسيقى إلى احتراف.
وصفها زوجها بصاحبة الدربين حيث تقاسمت معه شراكة البيت والعمل حتى كونا فرقة موسيقية خاصة (سوا سوا)ويقال إن زكية تعلمت العزف على نغم (الحبيب وين) تلك الأغنية ذائعة الصيت في أربعينيات القرن الماضي، وشاركت مع مجموعه من الموسيقيات السودانيات بمقاطع موسيقية حسنة الأداء والإخراج والتأليف، فجلست وسطهن لتمارس هوايتها في العزف على آلة الجيتار باقتدار.

## متى بدأت الاهتمام بالموسيقى
تعلمت العزف علي آلة العود بالصف الثاني ابتدائي كما استطيع العزف علي آلة الصفارة والساكسفون وتعلمت الغيتار وآلة البيز وكنت في فترة الستينات أول امرأة في العالم العربي والإفريقي تعزف علي آلة الغيتار.